# Gare de Belleville-Villette
Pour les articles homonymes, voir gare de Belleville.
La gare de Belleville-Villette est une gare ferroviaire française disparue de la ligne de Petite Ceinture de Paris. Son emplacement était situé à la place de l'immeuble du 4, rue de Lorraine dans le 19e arrondissement.

## Situation ferroviaire
La gare de Belleville-Villette, disparue, était située au point kilométrique (PK) 26,418 de la ligne de Petite Ceinture, entre les gares de Ménilmontant et du pont de Flandre. La gare était au centre d'un triangle ferroviaire, des voies se débranchant au nord et au sud pour former l'embranchement desservant les gares de Paris-Bestiaux et Paris-Abattoirs.

## Histoire
La gare est mise en service le 15 juillet 1856 pour le trafic de marchandises. Elle est ouverte au trafic voyageurs en juillet 1862.
Elle est initialement dénommée La Petite-Villette avant de prendre plus tard de nom de Belleville-Villette. Elle est mentionnée sous cette appellation dans le rapport sur l’exploitation de l’année 1858.
Le 22 août 1944, à l'occasion des combats de la libération de Paris, un train d'essence allemand, destiné au front de Normandie, est attaqué et stoppé dans cette gare par des résistants parisiens.
Comme le reste de la Petite Ceinture, la gare est fermée au trafic voyageurs depuis le 23 juillet 1934.

## Projets
L'Atelier parisien d'urbanisme envisage, dans une étude publiée en août 2011, la réutilisation par la ligne T8 du segment est de la ligne de Petite Ceinture.
La gare de Belleville-Villette, faisant partie de ce segment est de ladite ligne, pourrait alors rouvrir au trafic voyageurs.